# Eburia elongata
Eburia elongata är en skalbaggsart som beskrevs av Fisher 1932. Eburia elongata ingår i släktet Eburia och familjen långhorningar.
Artens utbredningsområde är Kuba. Inga underarter finns listade i Catalogue of Life.